# Warr Acres (Oklahoma)
Warr Acres est une ville du comté d'Oklahoma, dans l'État d'Oklahoma, aux États-Unis,. En 2010, elle compte une population de 10 043 habitants.

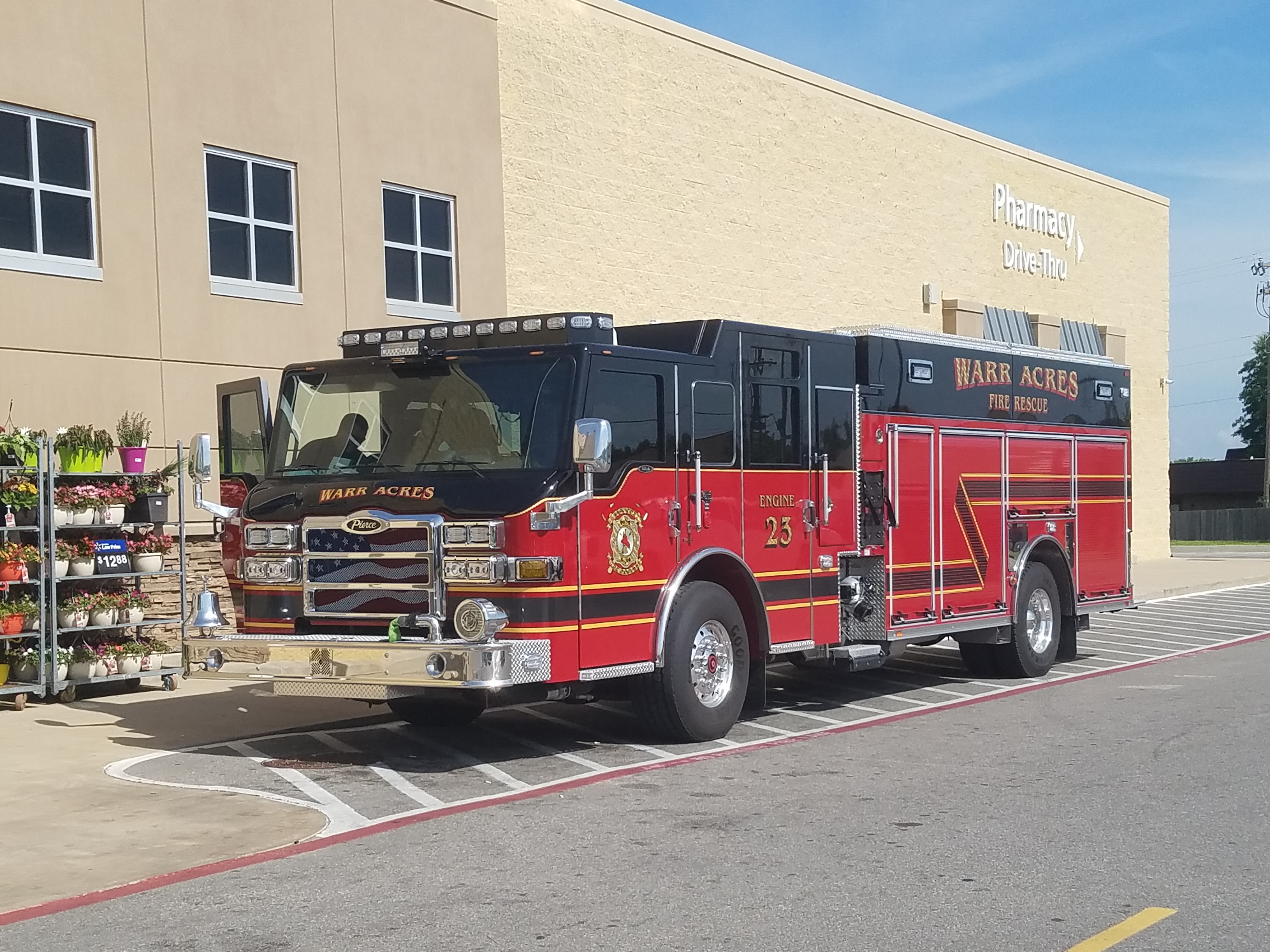
Camion du service d'incendie de Warr Acres dans un marché de quartier Walmart local

## Démographie
Lors du recensement de 2010, la ville comptait une population de 10 043 habitants, tandis qu'en 2019, elle est estimée à 10 118 habitants.